# Pothoofd

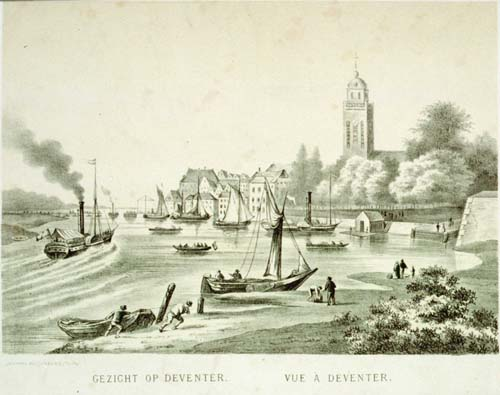
19e-eeuws gezicht op het Pothoofd met rechts de punt van het Prinsenbolwerk

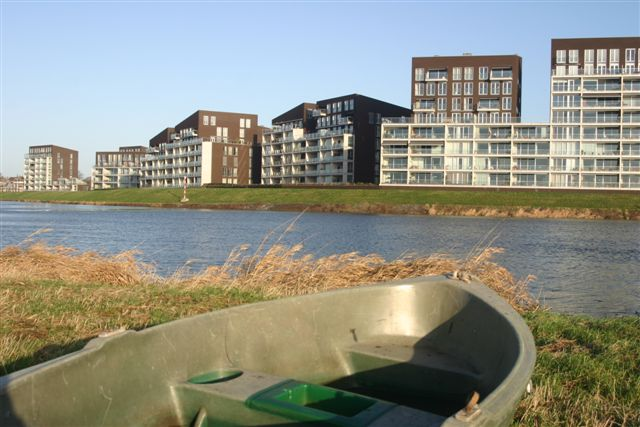
Het Pothoofd sinds 2007, vroeger een drukke overslagkade, nu appartementen

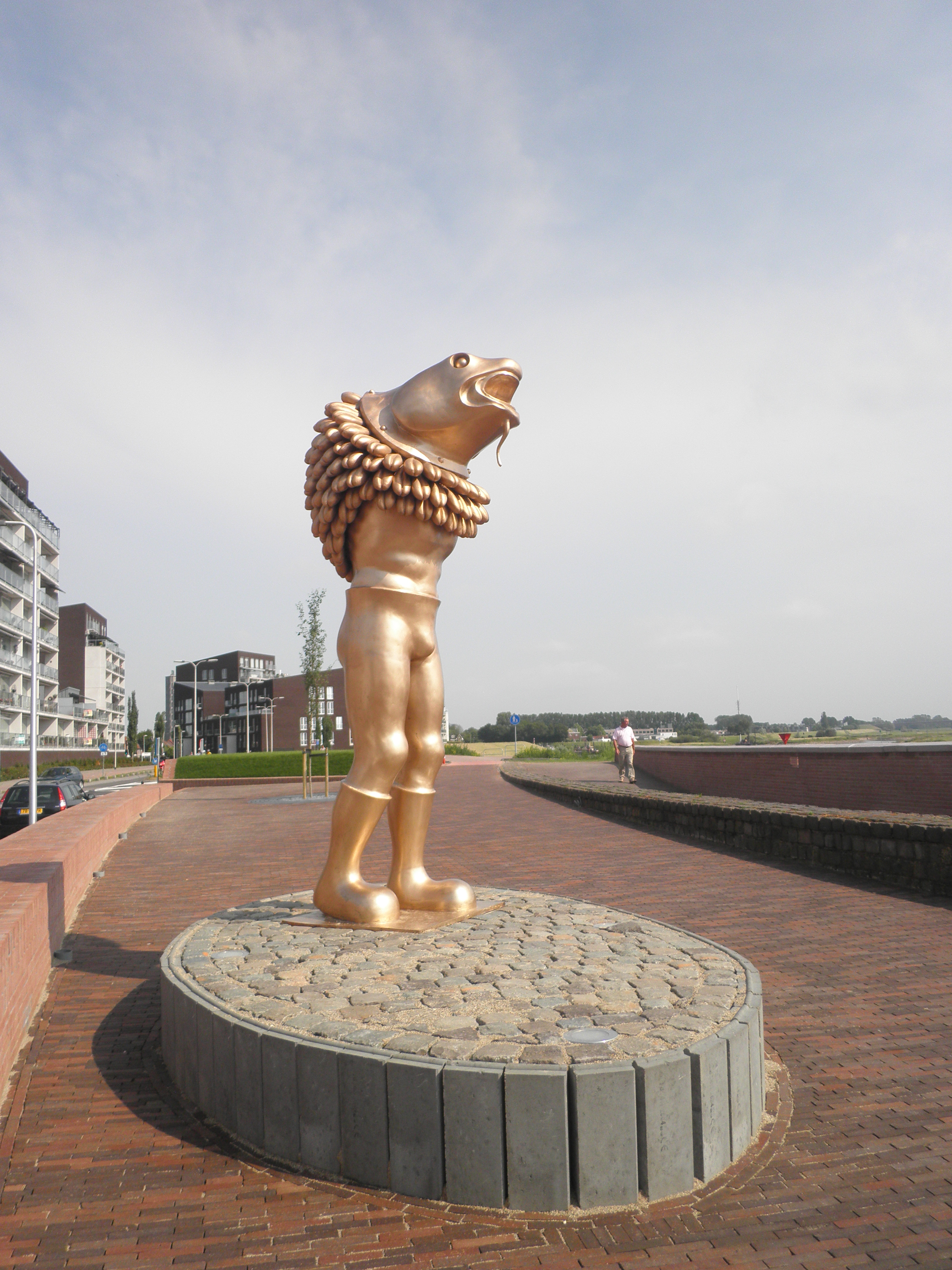
Visman van het Deventer kunstenaarsduo Dedden & Keizer bij de aanlegkade

Het Pothoofd is een kade en een buurt in Deventer, gelegen aan de IJssel, direct ten zuiden van het centrum. Het gebied ligt ingeklemd tussen het stadscentrum, de Raambuurt en Knutteldorp. Het Pothoofd bestaat tegenwoordig uit twee delen. Het zuidelijke gedeelte is na 2005 geheel opnieuw ingericht als woongebied. De weg Pothoofd heeft er een geheel nieuwe ligging gekregen. De overslagkade aan het noordelijke gedeelte werd in 2011 gerenoveerd en geschikt gemaakt voor het aanmeren van passagiersschepen. Er kwam een opvallend kunstwerk: de Visman.

## Inleiding
Het Pothoofd was vroeger een bedrijvige overslagkade, nu staan er zeven appartementenflats van de Belgische architect Jo Crepain en is er een aanlegplaats voor riviercruiseschepen. Het stratenpatroon is flink veranderd. Grote kranen en silo's hebben hier ooit gestaan en er was een bunkerplaats voor vrachtschepen en een spoorwegemplacement. Stoomtrams vertrokken er vanaf een eigen station naar Zutphen, Borculo en Emmerik.
Het stationsgebouw, nu het wijkgebouw van Speeltuinvereniging 'Wijk16', is een van de weinige plekken die nog herinneren aan de bedrijvigheid van toen. Op dit terrein is in de 18e eeuw - door de scheepvaart op Amerika en de overslag van graan op de kade van het Pothoofd - als adventiefplant de kleine teunisbloem terechtgekomen. Sindsdien kent de floristische literatuur het begrip pothoofdplant als synoniem voor adventiefplant.
De naam Pothoofd is afgeleid van de zogenaamde potters, kleine platbodemscheepjes, die hier destijds aanlegden. In de Middeleeuwen stond de plek bekend als Hoofd op de Teuge en in 1490 wordt 'Hoeft bij des potters huys' genoemd. In 1546 wordt Pothoofd als eerste gesignaleerd. Een bijnaam voor het gebied uit de tijd dat het nog geen overslagplaats was is 'Jodenworp'. Het was een alternatief wandelgebied voor vrome joden die zich op sabbat niet over stromend water of buiten de stadsgrenzen mochten begeven. De Worp, een geliefd wandelgebied, was voor hen op zaterdag dus onbereikbaar. Anno 2011 krijgt de rivieroever weer een rol als wandelpromenade.
Nu lijkt het Pothoofd slechts een smalle strook, een slingerende weg met appartementengebouwen aan weerszijden en een strook gras langs de rivieroever. Het was veel meer, en aan een aantal markante details is dat nog te zien.
|  |  |  |

## Geschiedenis: de opkomst en ondergang van de overslag
Tot de 18e eeuw was het gebied weiland. Het maakte deel uit van de zogenaamde 'Bergweide', tegenwoordig de eigennaam voor een deel van het industrieterrein. Omdat de haven van Deventer gemakkelijk verzandde en capaciteit van de IJsselkade langs de Welle ontoereikend werd was in de 19e eeuw uitbreiding nodig. Er werd daarom een nieuwe kade aangelegd aan het Pothoofd.

### Groei

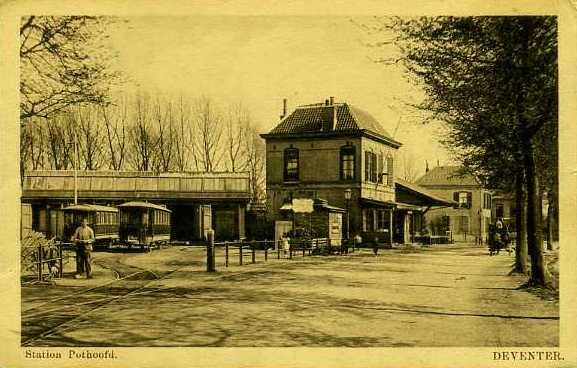
Station Pothoofd van de GOSM in 1916

Een echte overslagfunctie, met de bijbehorende gebouwen, werd pas mogelijk in 1874. De Vestingwet had er tot 1874 voor gezorgd dat er géén gebouwen mochten staan in het schootsveld ten zuiden van de verdedigingswerken. In 1887 werd het Prinsen Bolwerk, ook wel het Bastion Pothoofd genoemd, gesloopt. Er kwam zo ruimte voor gebouwen langs de kade. De Deventer Stoomboot maatschappij en de Stoombootdienst Salland hadden hier hun thuishaven, er waren diensten op onder andere Amsterdam en Keulen. Vanaf 1887 werd het dankzij de GOSM (Geldersch-Overijsselsche Stoomtram Maatschappij) mogelijk om naar Borculo te reizen. Vanaf 1926 kon men vanaf het Pothoofd via Epse en Gorssel naar Zutphen en Emmerik reizen; de tramlijn Zutphen - Emmerik werd verlengd tot het Pothoofd. Beide reizen waren mogelijk zonder op het centrale Staatsspoorwegen Station van Deventer te komen.
In 1887 werd een groot pakhuis gebouwd voor Noury & (A.L.) Van der Lande, door de architect G. te Riele. Noury & Van der Lande zou later over gaan in het huidige AkzoNobel. In 1973, toen inmiddels eigendom van de firma G. Kappelle, is dit monumentale pand, met namen van verre steden op de gevels geschilderd, gesloopt.

### Maximale uitbreiding
Tussen 1925 en 1929 werd onder andere door de gemeente Deventer flink geïnvesteerd in de railinfrastructuur van het Pothoofd. De N.V. Deventer Overslagbedrijf werd gesticht in 1929 en zette er twee grote opslaghallen neer, direct aan de kade. Om te rangeren en voor de overslag van met name massagoederen werd een heus emplacement gebouwd met sporen direct aan de IJsselkade. Naar het keerpunt van dit emplacement is nu nog een oud woonhuis genoemd: 'Het keerpunt' (zie hieronder). In 1933 werd het verboden (stuk)goederen over te slaan op de Wellekade. Het Pothoofd werd daardoor steeds belangrijker. Drie grote kranen werden gebouwd voor de overslag, twee daarvan (zie kaartje oude situatie) waren van het Deventer Overslagbedrijf. Direct aan de kade, werd in 1939 een nieuwe 50 meter hoge silo gebouwd voor Noury & Van der Lande, tegenover het oude pakhuis uit 1887. Pijpen van de silo naar het pakhuis staken de weg Pothoofd over. Via een spoor over de Mr. H.F. de Boerlaan werd het emplacement met het staatsspoor verbonden.

### Spoorwijdtes
Op het Pothoofd werden toen drie spoorwijdtes gebruikt. De G.O.S.M. richting Borculo gebruikte een spoorbreedte van 1067 mm, wat in 1934 werd versmald tot het op de lijn naar Zutphen-Emmerik en op de overige tramwegen in de Achterhoek gangbare 750 mm. Het Pothoofd, en de lijnen tot en met Epse, werden toen dus met dubbele spoorwijdtes uitgevoerd. De breedste spoorwijdte op het Pothoofd, 1435 mm, was er voor de (goederen)verbindingen over de Mr. H.F. de Boerlaan en de aansluitende sporen direct langs de IJsselkade. Eén spoor direct aan de IJssel diende voor de twee verrijdbare kranen van het Deventer Overslagbedrijf. De spoorwijdte hiervan is onbekend. In de literatuur ('Hoe Deventer vroeger spoorde') is nog sprake van een 4e, andere en nog kleinere spoorwijdte, namelijk die van de steenfabriek 'De Petra' die destijds op de Bergweide stond. Gangbaar voor steenfabrieken is een spoorwijdte van 700 mm. Het is echter onduidelijk of die lijn ook op het Pothoofd kwam. Wel is dit volgens dezelfde bron het enige lijntje in Nederland dat drie verschillende spoorwijdtes kruist; die van 1435, 1067 en 750 mm.

### Neergang
In 2003 heeft over de stamlijn Deventer op de Mr. H.F. de Boerlaan een laatste symbolische (stoom)treinrit plaatsgevonden; daarna is het traject opgebroken. Het emplacement op het Pothoofd zelf was al veel eerder gesloopt. In november 1944 reden de laatste trams naar Borculo. In 1945 raakte het spoor Pothoofd-Borculo te zwaar beschadigd. In 1948 is het opgebroken. Door de concurrentie van de autobussen moesten de lokale spoorverbindingen op Zutphen, Borculo en Emmerik allen worden opgeheven.
Sinds 1969 is er geen overslagactiviteit meer op het Pothoofd. De nieuwe Buitenhaven en de binnenhavens van Deventer hadden meer capaciteit dan wat het Pothoofd kon bieden. De silo's van met name veevoer, granen en kunstmest staan nu allen in de binnenhavens van Deventer. Tot 2000 was er nog wel veel bedrijvigheid en stonden er allerlei kleinere bedrijven op het Pothoofd. Alle bedrijven zijn inmiddels verdwenen. De gebouwen zijn gesloopt. Als laatste vertrok autobedrijf Pouw.

### Woongebied
In 2005 kon de al langer geplande bouw starten van 173 luxe appartementen. Deze bouw maakt deel uit van een groter project van de gemeente om het zuiden van het centrum flink te verbeteren. Hieronder vallen ook de Raambuurt, de hele Grachtengordel, het Hoornwerk en het gebied rondom de Boreelkazerne.

## Wat nu nog te zien is uit de geschiedenis

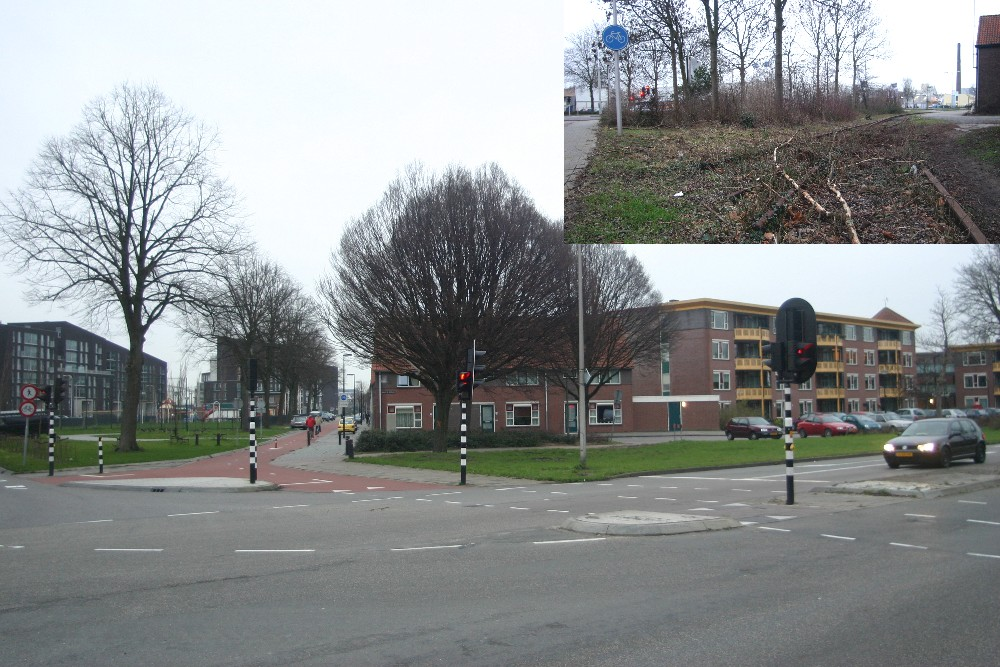
(1) Het grasveld midden voor toont de 'vreemde' leegte waar in de tekst sprake van is. Rechts de Mr. H.F. de Boerlaan; het Pothoofd is links bij de flats. De inzet toont een soortgelijk kruispunt (Hanzetracé / Industriewg) waar de rails als aandenken is blijven liggen. Later is er een locomotief op gezet. Foto's 2007

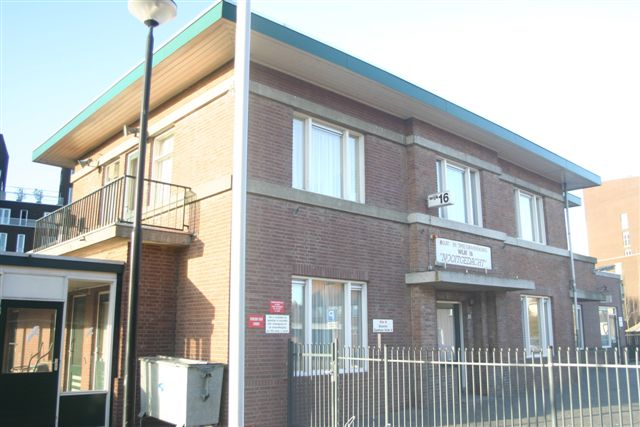
(2) Gebouw Wijk16. Voormalig in 1926 gebouwde station. Foto 2007

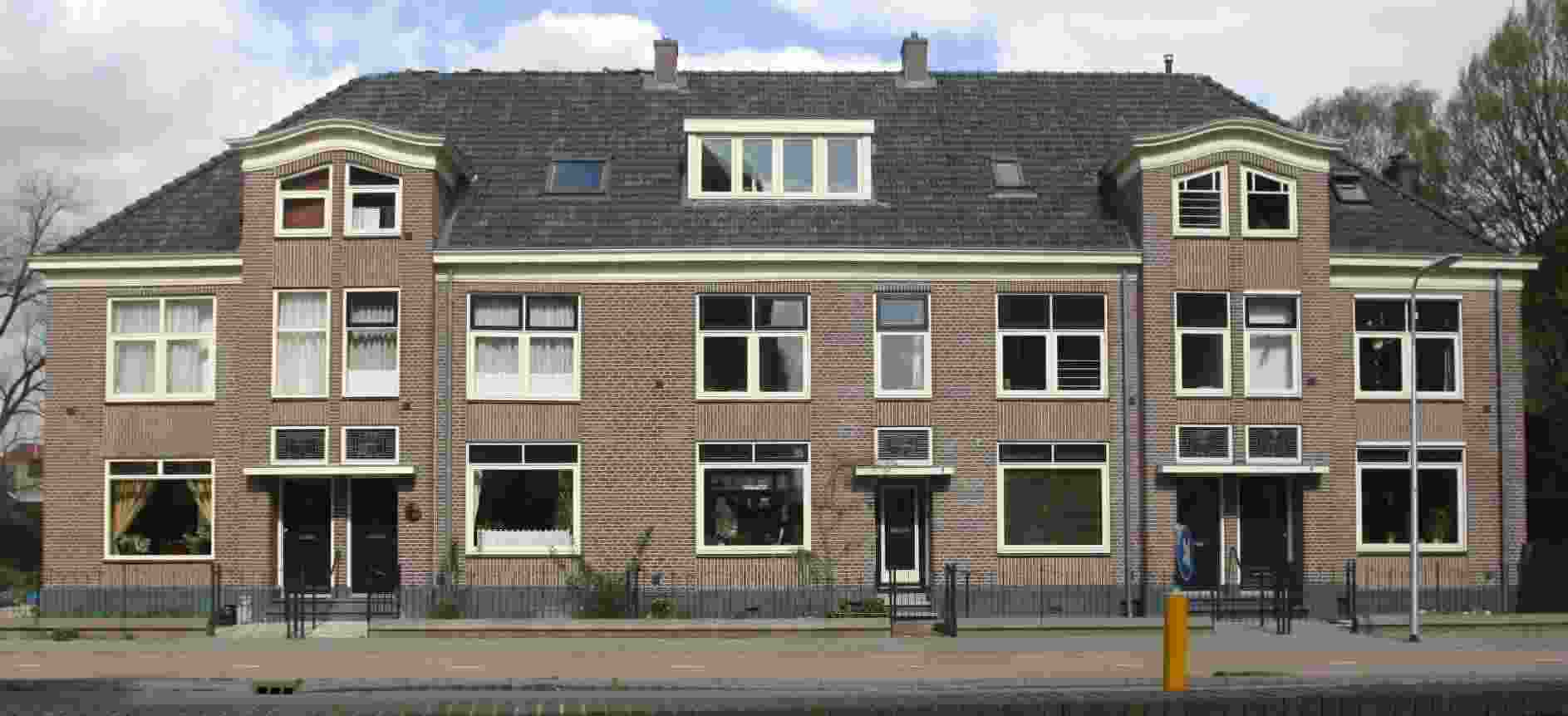
(3) Woningen van de vijf Havenmeesters, foto 2003, na renovatie

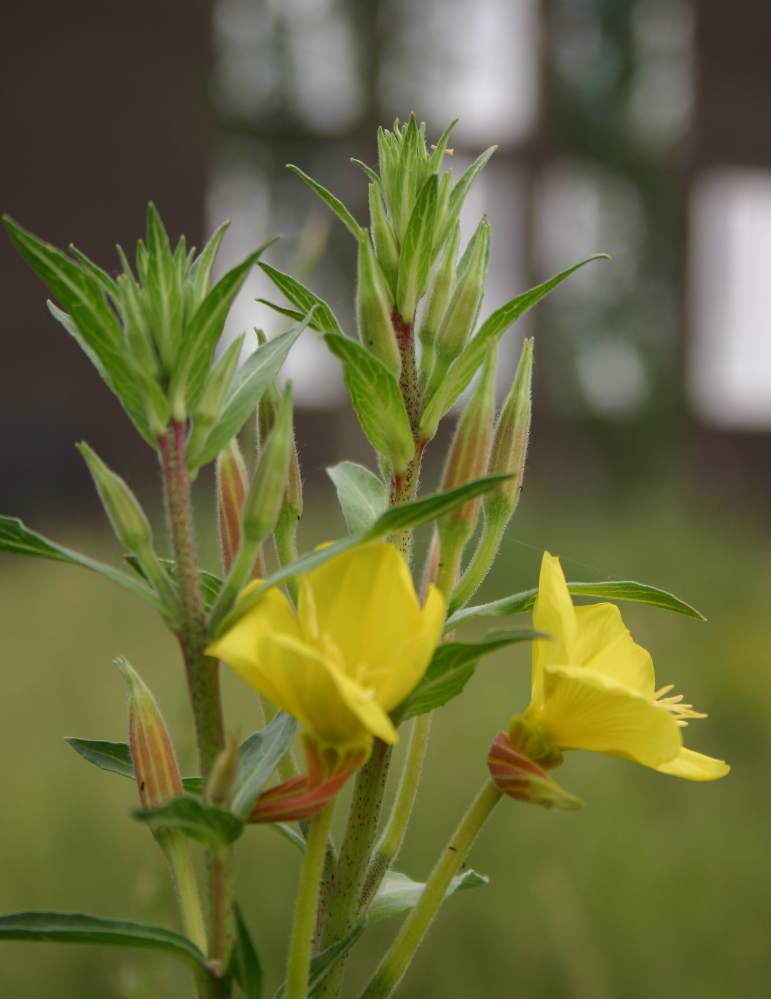
(4) Pothoofdplant: de kleine teunisbloem in 2007 gefotografeerd op het Pothoofd

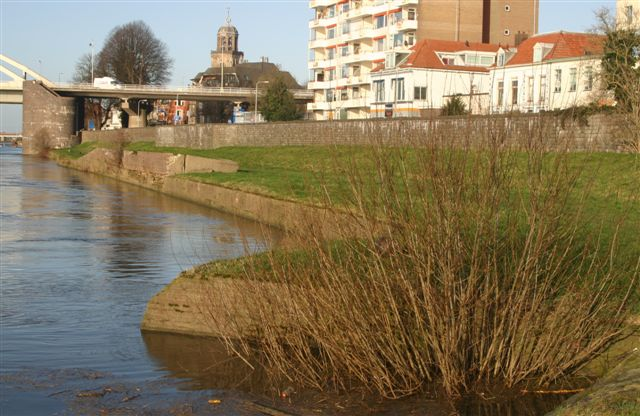
(5) Het úitstekende deel van het Prinsenbolwerk, het enige deel dat níet gesloopt is in 1874. Ook zichtbaar op de historische afbeelding aan het begin van dit artikel. Foto 2007

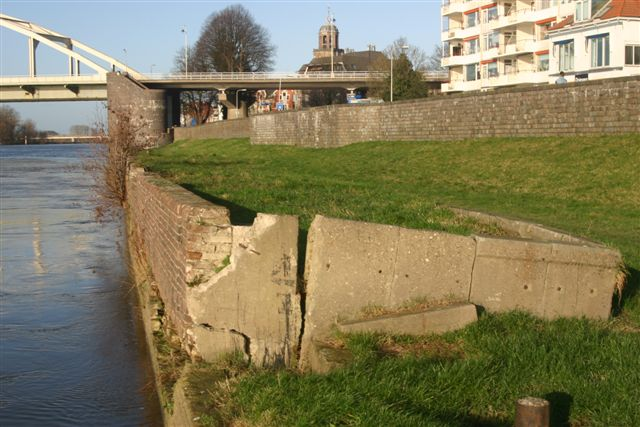
(6) Aanlegkade Pothoofd. Links konden de vrachtschepen aanleggen, rechts van de verhoging werden de treinwagons gelost of geladen. De kade is tevens voormalige ligplaats bunkerschip Shell tot de jaren tachtig. In 2011 werd de kade aangepast voor de aanleg van cruiseschepen. Foto 2007.

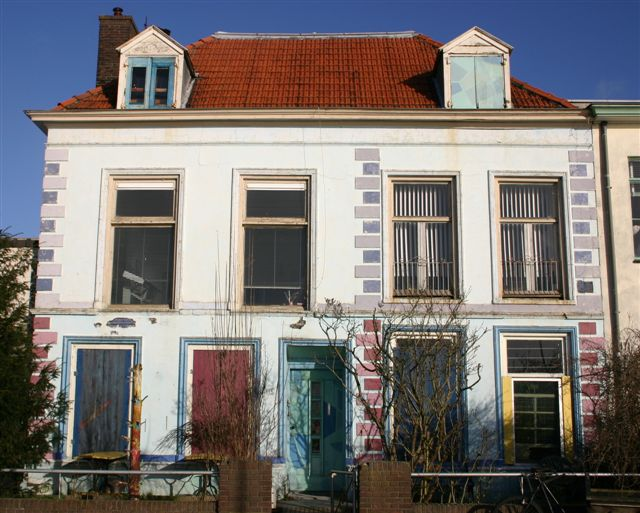
(7) 'Het Keerpunt'. Foto 2007

(8) Voormalig havenhoofd, gezien vanaf de verlaagde Wellekade richting het zuidoosten. Rechts de IJssel. Links op de voorgrond 'één meter haven'. Door het dempen van de haven en de aanleg van de verlaagde Wellekade, is er van de meer dan honderd meter haven 'nog maar één meter (voorgrond, links) over'. Foto 2007

Het Pothoofd was in de middeleeuwen een weide waar vee werd gehoed. Vanaf de 18e eeuw was het overslagterrein, maar grote loodsen kwamen er pas na 1874. Toen werd er een emplacement met tramstation aangelegd. Vlak voor de Tweede Wereldoorlog kende de overslagfunctie zijn hoogtepunt. In 1969 werd het overslagterrein gesloten, de kranen verdwenen in 1970. Een groot en monumentaal pakhuis is gesloopt in 1973, een hoge betonnen silo, eerst van Noury & Van der Lande, later van G. Kapelle, is datzelfde jaar opgeblazen. Alle sporen zijn opgebroken.
Op het Pothoofd zijn nog diverse zaken terug te vinden uit de tijd van overslag en industrie. Hieronder wordt een opsomming gegeven van de belangrijkste 'relicten'. De nummers verwijzen naar de locatie op het kaartje en foto's van Het Pothoofd anno 2007.

### Spoorbocht (1)
De treinen die vanuit het emplacement op het Pothoofd naar het staatsspoor (en huidige station) moesten, dienden een bocht te maken alvorens zij op de Mr. H.F. de Boerlaan konden komen. Dat is zichtbaar aan het zuidelijkste punt van Knutteldorp: er is ruimte op de hoek waar het Pothoofd en de Mr. H.F. de Boerlaan samenkomen (zie (1) op de kaart). Tot in het begin van de 21e eeuw stond daar een benzinestation.

### Stationsgebouw (2)
Naast een remise was er een heus (tram)station, nu is het het wijkgebouw voor speeltuinvereniging Wijk16, zie verder hierboven. Dit betreft het tramstation van ná 1926, aan de Zutphenselaan. Vóór die tijd was er een andere remise en een ander tramstation aan de weg Pothoofd, dus meer richting de IJssel. In 1982 stond het laatstgenoemde tramstation er nog. Wanneer het gesloopt is, is onbekend.

### Woningen van de vijf Havenmeesters (3)
Deze woningen zijn volgens een koopakte ongeveer van het bouwjaar 1920. Dit zijn de oudste huizen op het Pothoofd waarvan ook zeker is dat ze zullen blijven bestaan; ze maken immers geen deel uit van het Sluiskwartier, dat onder het eerder genoemde Project Grachtengordel valt. De gevel is geheel gerenoveerd in 2000. Er wonen nog steeds vijf families. De oorspronkelijke bewoners, de Havenmeesters, woonden wel op het Pothoofd, echter, hun functie had betrekking op de nu zogeheten Buitengracht. Schepen konden destijds vanaf de IJssel via de oude Haven, de Pothoofdsluizen en onder de Raambrug (zie punt 8) in deze gracht komen. Dat is de reden dat er destijds veel industrie aanwezig was in de Raambuurt, zoals de ijzergieterij (inclusief hoogovens) van Nering Bögel. Een aantal oude pakhuizen zijn behouden vanwege hun monumentale waarde. De laatste industriële activiteit in het gebied was Senzora, een afkorting voor 'Schoenmakers en Zonen Raambuurt'. In deze fabriek, die in 2018 sloot, werd onder andere wasmiddel en snoepgoed geproduceerd.

### Een adventiefplant: de pothoofdplant (4)
Op het Pothoofd kan de kleine teunisbloem aangetroffen worden, dit is een relict uit de tijd dat Amerikaans graan aan deze kade gelost werd. Het is een zogeheten adventiefplant, die ook wel pothoofdplanten genoemd worden. De dichter Jac. van Hattum gaf in 1936 zijn eerste bundel de titel 'De pothoofdplant'.

### Het bolwerk (5)
Een lunet of bolwerk is een onderdeel van een verdedigingslinie, vaak in de 19e eeuw voor het laatst verstevigd. Deventer als oude vestingstad telde er zeven, waarvan de meest zuidelijke in de vorm van een redan een aantal meters uitstak in de IJssel. De tweede foto in dit artikel toont dit overblijfsel van het Prinsenbolwerk, ook wel Bastion Pothoofd genoemd. Na afschaffing van de Vestingwet in 1873, kon in 1876 dit bolwerk gesloopt worden. Wat er van over is, is het in de IJssel uitstekende deel (zie foto). Het is bij de vernieuwing van de kademuur in 2011 behouden gebleven en geconserveerd.

### Resten van de overslagactiviteiten (6)
Behalve een mooie, ronde verlaagde kade, handig voor de overslag bij laag water, rest er niet veel van de overslagactiviteiten die stopten in 1969. De hoge silo direct aan het water is opgeblazen. Alleen één deel van een hoge, betonnen kademuur rest nog (zie foto). Een bunkerschip van Shell, voor het tanken van binnenvaartschepen, heeft hier nog gelegen tot het eind van de jaren tachtig. Het is daarna naar Zutphen vertrokken, alwaar het schip in maart 2006 vervangen is door een moderner bunkerschip. Op Het Utrechts Archief is een foto te zien van het losspoor langs deze kade, begin jaren vijftig. In 2011 werd hier een nieuwe kademuur gebouwd ten behoeve van aanlegplaatsen voor riviercruise schepen.

### Het Keerpunt(7)
Ooit legde hier aan de IJsselkade de stoomboot naar Amsterdam aan. Om reizigers van het Pothoofd naar het hoofdstation van Deventer via de Brink te vervoeren, werd lange tijd een paardentram ingezet. Dit omdat de stoomtrein niet gedragen kon worden door de brug over de haven. In 1900 werd de stoomtramlijn vanaf het station aan het Pothoofd nog wel met enkele honderden meters in noordwestelijke richting verlengd. Daar was een keerpunt voor de treinen. Volgens oud-bewoners moet hier een draaischijf voor locomotieven geweest zijn. Maar ook vrachtwagens konden op dit havenhoofd keren nadat ze hier hun goederen hadden opgehaald. Het meest noordelijk gelegen, nog bestaande historische huis van het Pothoofd is genoemd naar dit punt Het Keerpunt. Er stonden aan deze kant van de weg nog drie herenwoningen en het Weerdsgesticht noordelijker, maar die zijn in de jaren vijftig gesloopt om plaats te maken voor de zogenoemde 'Panoramaflat' (1970). De schippers en hun weduwen die voorheen in het 'De Weerdse Gesticht' (gebouwd 1883) woonden, wonen nu nog steeds in de onderste twee verdiepingen van de Panoramaflat. Naar de maatstaf van 2007 zou zo'n flat hier nooit gebouwd worden, omdat deze te dicht bij de historische binnenstad staat. De gemeente denkt na over het herstructureren van dit deel van Deventer, waarbij een van de opties is de romantiek van de oude haven in een of andere vorm terug te brengen.

### Het meest noordelijke punt: de Haven (8)
De lange oprit (vanaf Deventer) naar de Wilhelminabrug over de IJssel, ligt op de plek waar de oude haven van Deventer lag. De Wilhelminabrug kwam gereed in 1940 en opnieuw in 1946, nadat in de oorlog de brug zwaar beschadigd was. Het laatste deel van de haven werd in 1954 gedempt. De Pothoofdbrug, die het Pothoofd, over de haven heen, met de Welle en de Zandpoort verbond, kon toen gesloopt worden. Dat betekende het einde van wat eens een duidelijke, noordelijke grens was van het Pothoofd. Er stonden voorheen een vismarkt en een directeurswoning op dit noordelijke punt. Nu is dit punt nog te herkennen. Vanaf de verlaagde Wellekade is het zuidelijk havenhoofd nog nét te zien in de kademuur als uitstekend punt. Ook een oude peilschaal van de haven is nog te zien.
Voor het dempen van de oude haven kon men van het Pothoofd naar de stad en vice versa door middel van een draaibrug, de Pothoofdbrug' uit 1855. Verder lag er honderd meter naar het westen een ophaalbrug over de haven met de bijnaam de Olifantsbrug. Deze naam kreeg ze nadat een circusolifant er door zakte en in de haven terechtkwam. Onterecht wordt deze bijnaam nu ook nog weleens gebruikt voor de nog bestaande Raambrug, een kleine ophaalbrug uit 1886 waarvan het origineel in 1945 werd verwoest. In 2008 is ze aan de hand van de originele tekeningen herbouwd als fietsverbinding tussen het Pothoofd en de Raambuurt.